# Hedwig Reiter
Hedwig Reiter (* 26. Juli 1922 in Trier als Hedwig Linck; † 13. März 2013) war eine deutsche Politikerin der CDU. Von 1970 bis 1975 und von 1979 bis 1980 gehörte sie dem Landtag des Saarlandes als Abgeordnete an.
Reiter trat 1959 in die CDU ein, in der sie sich insbesondere in der Frauen-Union engagierte. 1969 kandidierte sie erfolglos für den Bundestag. Im Jahr darauf zog sie in den saarländischen Landtag ein, außerdem wurde sie Stellvertreterin der Stiftung Bergmannshilfswerk Luisenthal. Daneben bekleidete sie lange Jahre den Vorsitz der CDU-Frauenvereinigung Saar. Beide Ämter legte sie 1975 nieder. In jenem Jahr verpasste sie den Wiedereinzug in den Landtag. Nach dem Tod von Ministerpräsident Franz-Josef Röder übernahm sie am 26. Juni 1979 sein Mandat im Landtag und gehörte diesem bis zum Ende der Wahlperiode an.
Am 25. März 2013 wurde Reiter auf dem Hauptfriedhof Saarbrücken beigesetzt.

## Auszeichnungen
- 1999: Ehrenurkunde des CDU-Kreisverbandes Saarbrücken